# El Salto (Los Lagos)
El Salto es una localidad de la comuna de Los Lagos, Región de los Ríos, Chile, ubicada en el sector suroeste de la comuna.
Aquí se encuentra la escuela Municipal El Salto y la Posta de Salud Rural.

## Accesibilidad y transporte
A El Salto se accede desde la ciudad de Los Lagos a través de la Ruta 5 Sur y Ruta T-573 a 22,9 km, desde Paillaco por las rutas 5 Sur, T-625 y T-579 a 26 km y desde Futrono por las rutas T-55 y T-575 a 35 km.